# Hydroptila sauca
Hydroptila sauca is een schietmot uit de familie Hydroptilidae. De soort komt voor in het Neotropisch gebied.